# Cmentarz prawosławny w Czerniczynie
Cmentarz prawosławny w Czerniczynie – nekropolia prawosławna w Czerniczynie, utworzona na potrzeby miejscowej parafii po 1875, użytkowana do końca II wojny światowej.

## Historia i opis
Data powstania cmentarza nie jest znana. Cmentarz został urządzony najprawdopodobniej po przemianowaniu unickiej cerkwi w Czerniczynie na prawosławną wskutek likwidacji unickiej diecezji chełmskiej w 1875. Cmentarz był użytkowany przez miejscową ludność prawosławną do końca II wojny światowej i wysiedlenia prawosławnych Ukraińców. Trudno określić, z jakiego okresu pochodzą ostatnie datowane nagrobki. Po wojnie wraz z wysiedleniami, został porzucony.
Na początku lat 90. XX wieku na terenie nekropolii znajdowało się kilkanaście nagrobków kamiennych. W 2016 r. cmentarz był zdewastowany. Na cmentarzu znajdują się porozbijane i poprzewracane krzyże na postumentach oraz postumenty z nadstawami. Nagrobki zdobione są wielostopniowymi gzymsami uskokowymi, trójkątnymi tympanonami, płycinowymi pilasterkami i kanelurami. Jest też kilka sprofanowanych grobowców. Inskrypcje na nagrobkach wykonane zostały w języku cerkiewnosłowiańskim. Na cmentarzu rosną topole, robinie, dąb, kasztanowiec i jesion, jak również krzewy czeremchy, śnieguliczki, czarnego bzu, jaśminowca, bzu lilaka oraz dzikiego chmielu.